# Señor de Chalma
El Señor de Chalma es una advocación de Cristo que data del siglo XVI que se venera en la iglesia del Señor de Chalma que se ubica en el poblado de Chalma, Malinalco, Estado de México. Es una de las imágenes católicas más concurridas del país a la que acuden miles de personas año con año procedentes de muchos puntos del mismo. Los ritos religiosos en torno suyo —que incluyen peregrinaciones, danzas y ferias— son parte del patrimonio cultural de su país y del tipo sincrético entre tradiciones mesoamericanas, virreinales y contemporáneas.

## Historia
Existen diversos relatos en torno al origen de la imagen. Una de ellas sitúa que los frailes agustinos, como parte de la evangelización de la Nueva España, buscaron la sustitución del culto a la deidad Oztotéotl, una de las imágenes adoradas por los habitantes de la zona de Malinalco en una de las cuevas del poblado Oztotitlan en donde fundarían el pueblo de San Miguel de las Cuevas en 1537. Los frailes Sebastián Tolentino y Nicolás Perea habrían sacado de la cueva sagrada a Oztotéotl y lo habrían despedazado a los pies de la imagen de Cristo crucificado. Dada la creciente veneración los frailes agustinos Bartolomé de Jesús María y Juan de San José habrían promovido la construcción de un monasterio de visita.

## Ritos

### Purificación y baile
Uno de los ritos de devoción al Señor de Chalma implica que, por primera vez, se debe realizar un rito de purificación en las aguas que provienen del ahuehuete situado en el poblado de Ocuilan, un árbol de esta especie en el que brota un manantial en donde las personas peregrinas se bañan o se mojan antes de acudir al santuario. Una vez purificados de esta manera o en las pilas y pozas alrededor del santuario, las personas que acuden a peregrinar se colocan una corona de flores para entrar al santuario del Señor de Chalma y deben realizar un baile.
Algunos de los peregrinos acuden con imágenes del Señor de Chalma, mismas que trasladan y depositan en el santuario en nichos hasta el santuario como rito final de sus peregrinaciones.

## Festividad
Las peregrinaciones tienen lugar principalmente en trece fiestas a lo largo del año. Las más importantes son:  
- 6 de enero día de la Epifanía
- Miércoles de Ceniza
- primer viernes de Cuaresma
- Semana Santa
- 3 de mayo día de la Santa cruz
- Pentecostés
- 1 de julio día del Señor de Chalma
- 28 de agosto día de San Agustín
- 14 de septiembre día de la exaltación de la santísima cruz
- 29 de septiembre día de San Miguel Arcángel
- 25 de diciembre Navidad.

## Galería

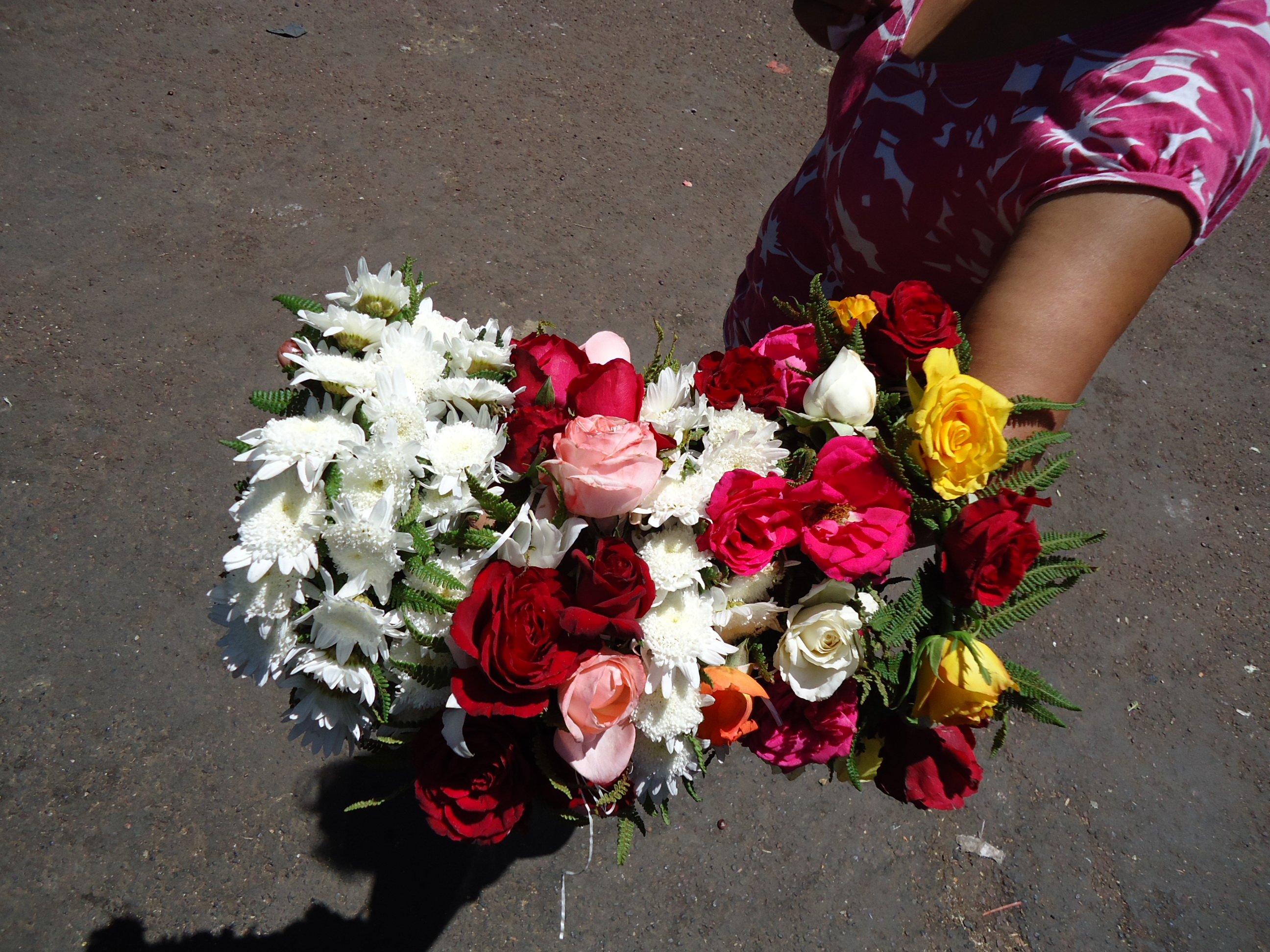
Corona de flores ritual de Chalma.
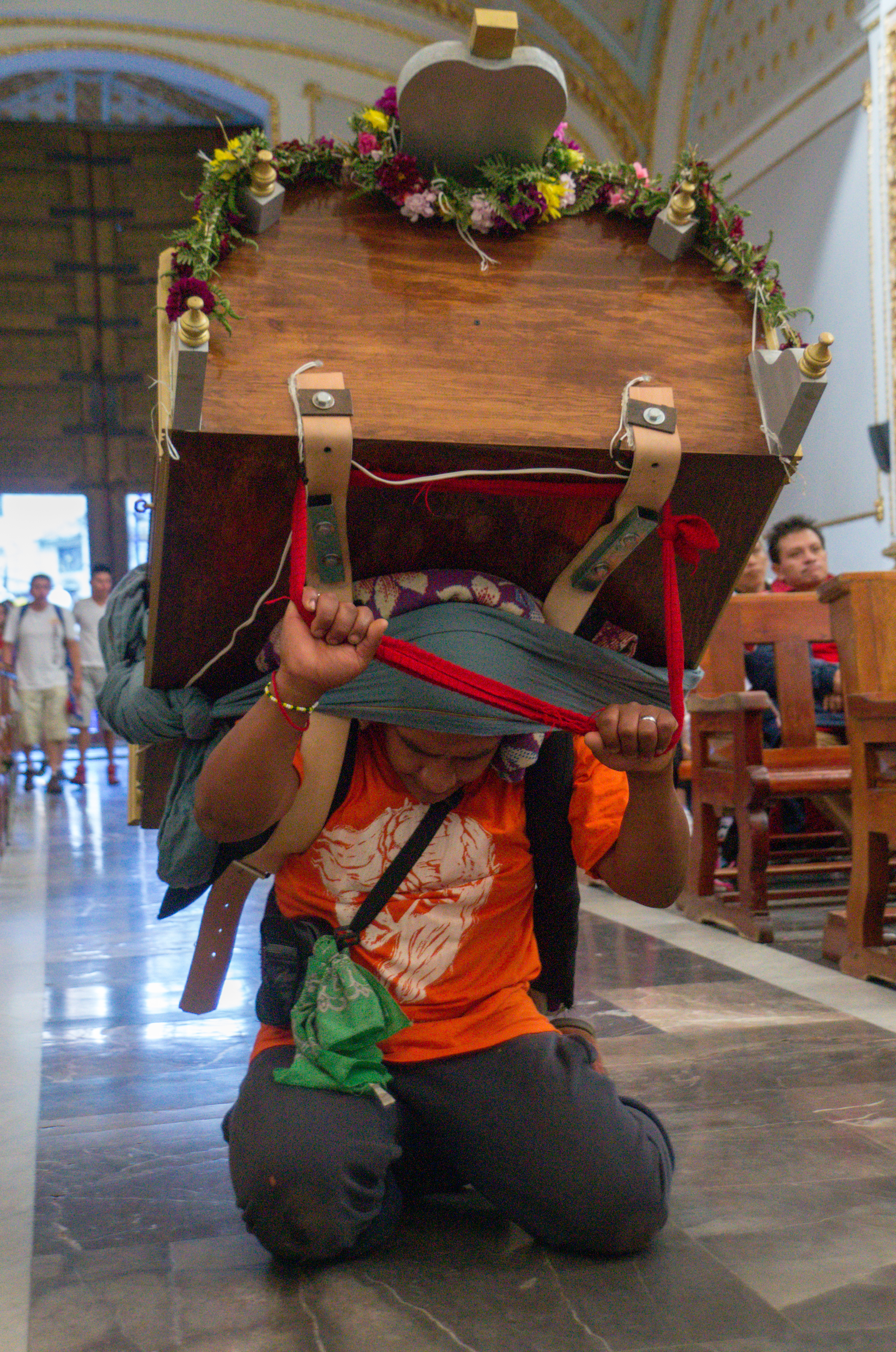
Peregrino con nicho de imagen del señor de Chalma arribando al santuario.
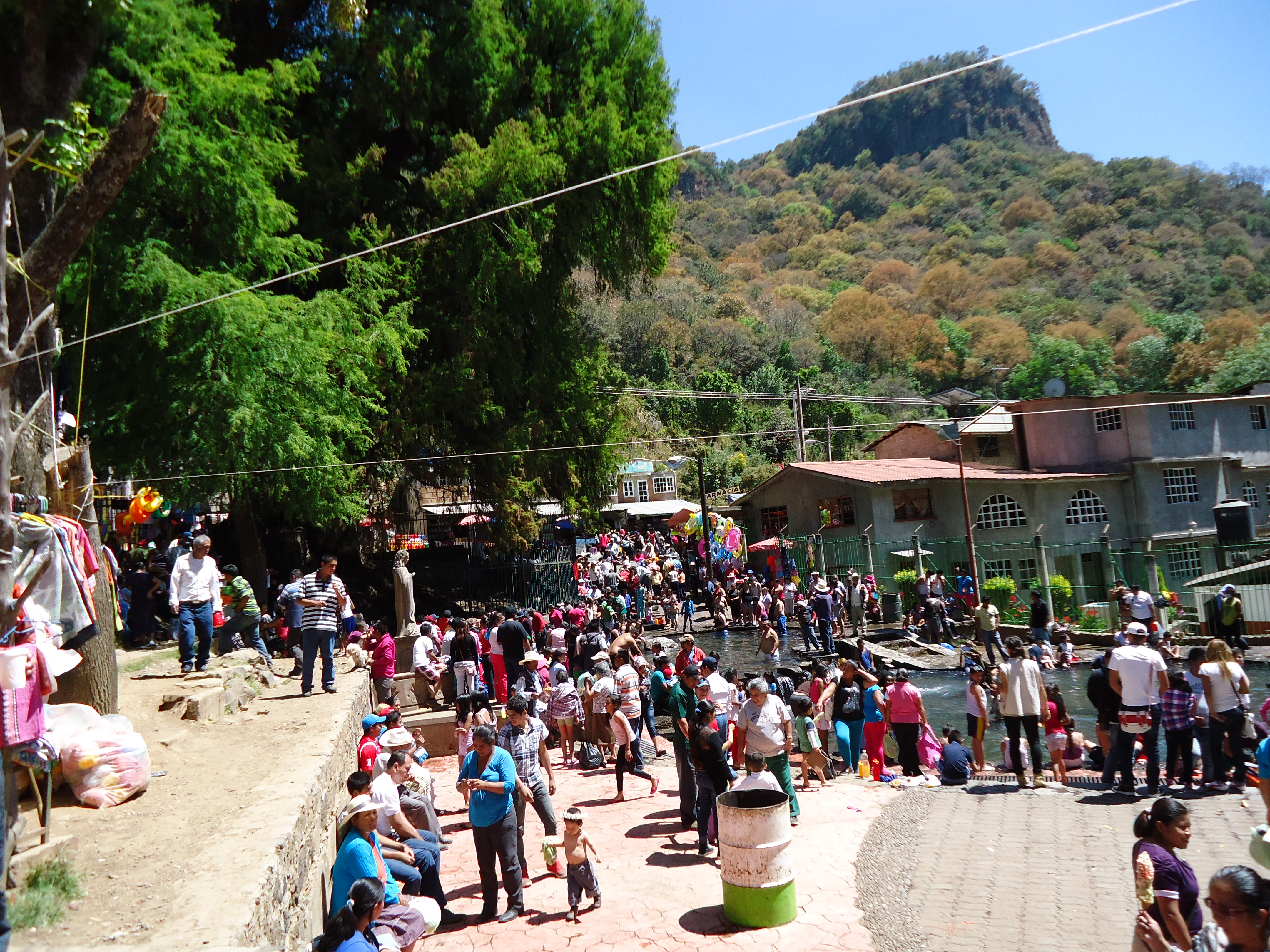
Peregrinos en la explanada del Gran Ahuehuete de Ocuilan.
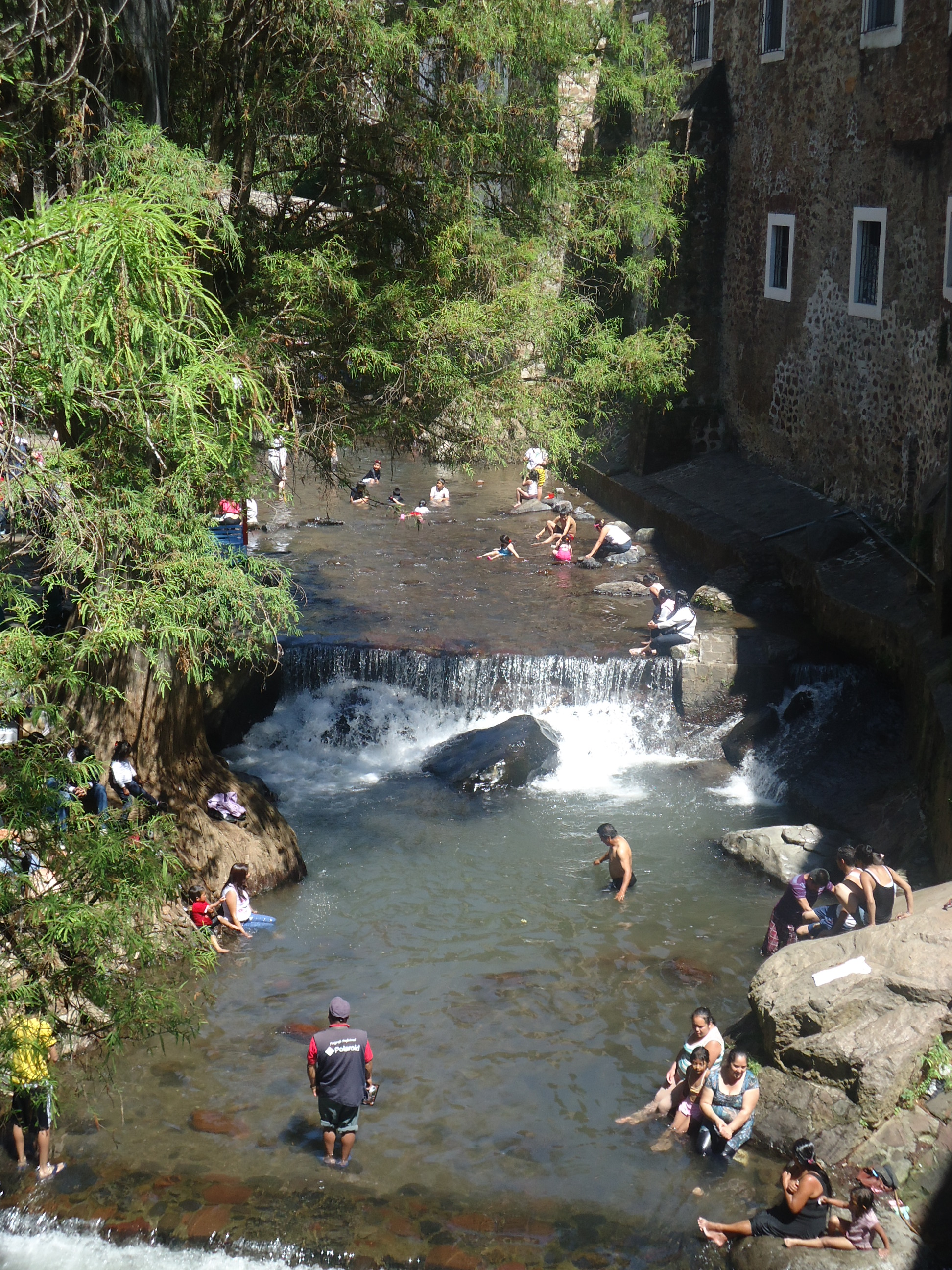
Peregrinos en las pozas alrededor del Santuario de Señor de Chalma.
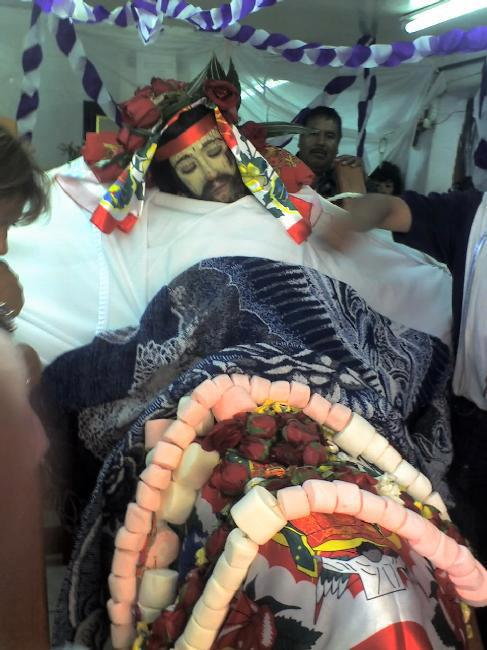
Imagen del Señor de Chalma en Santa María Atarasquillo.
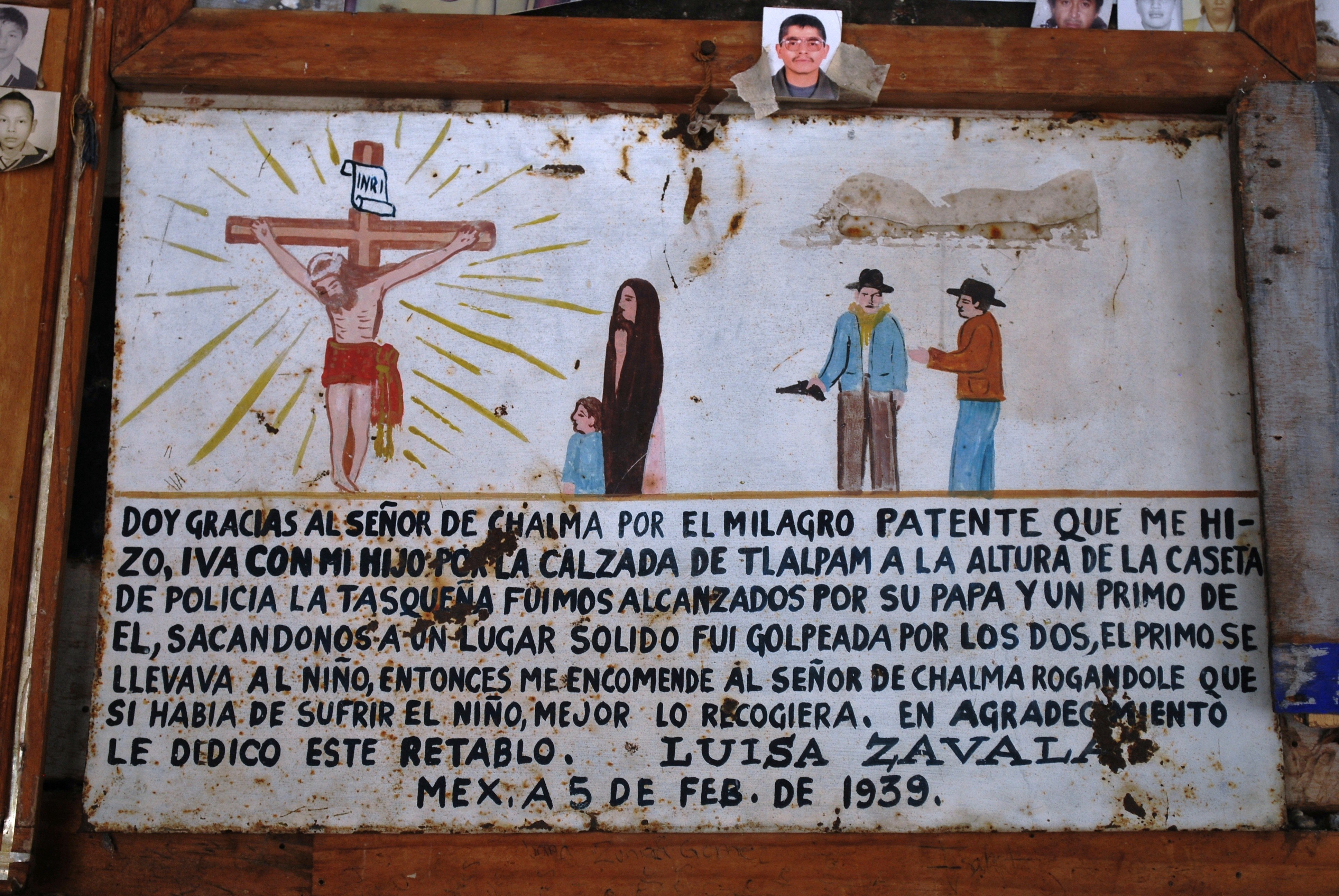
Exvoto dedicado al Señor de Chalma
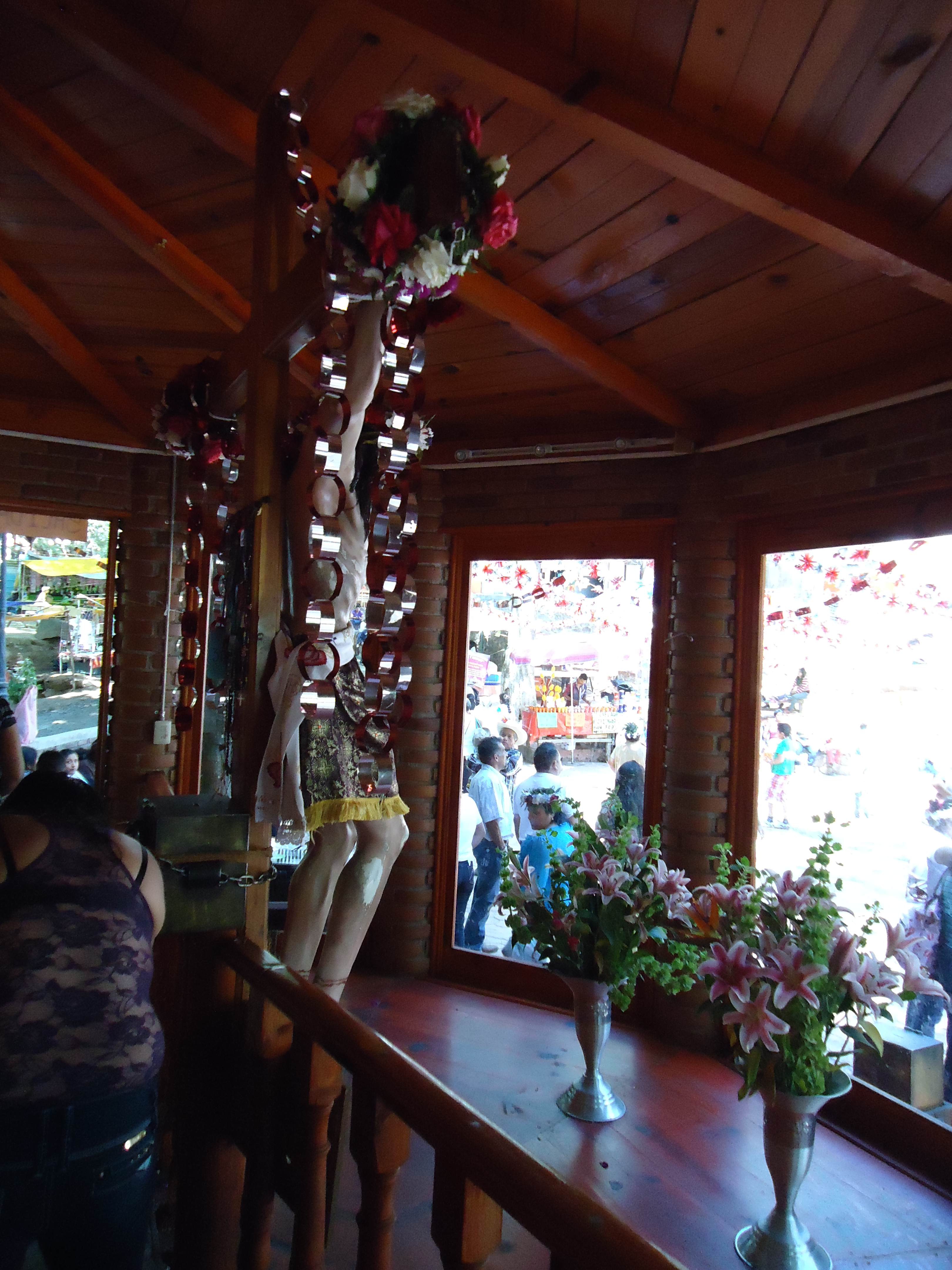
Imagen del Señor de Chalma en capilla.